# Bajan járás
Bajan járás (mongol nyelven: Баян сум) Mongólia Központi tartományának egyik járása. Területe 2905 km². Népessége kb. 2200 fő.
Székhelye, Mánit (Мааньт) 80 km-re fekszik Dzúnmod tartományi székhelytől és 100 km-re Ulánbátortól.